# تشارلز ليفينغستون بول
تشارلز ليفينغستون بول (بالإنجليزية: Charles Livingston Bull)‏ هو رسام توضيحي أمريكي، ولد في 1874 في West Walworth, New York ‏ في الولايات المتحدة، وتوفي في 22 مارس 1932 في أوراديل في الولايات المتحدة.

## معرض صور

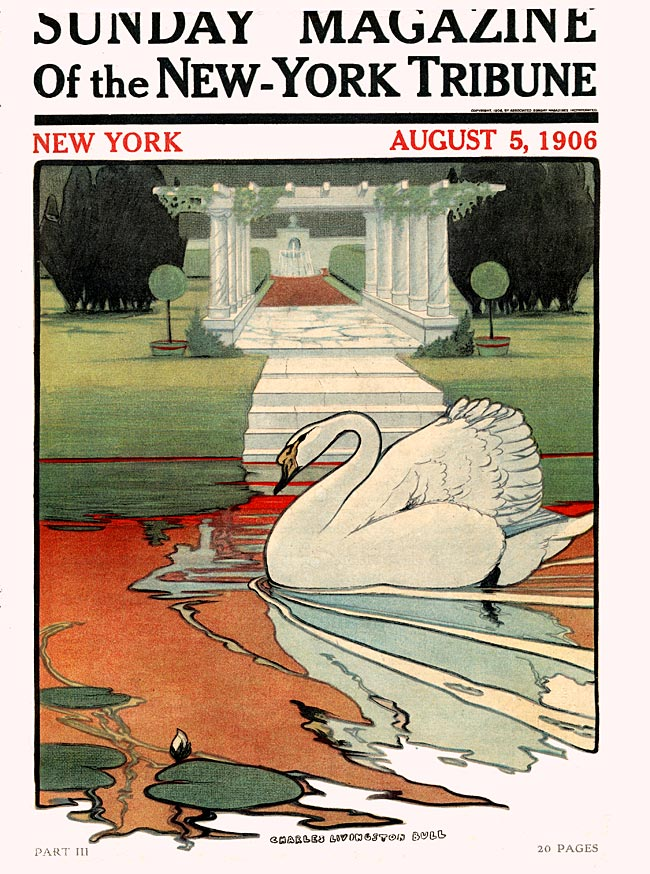
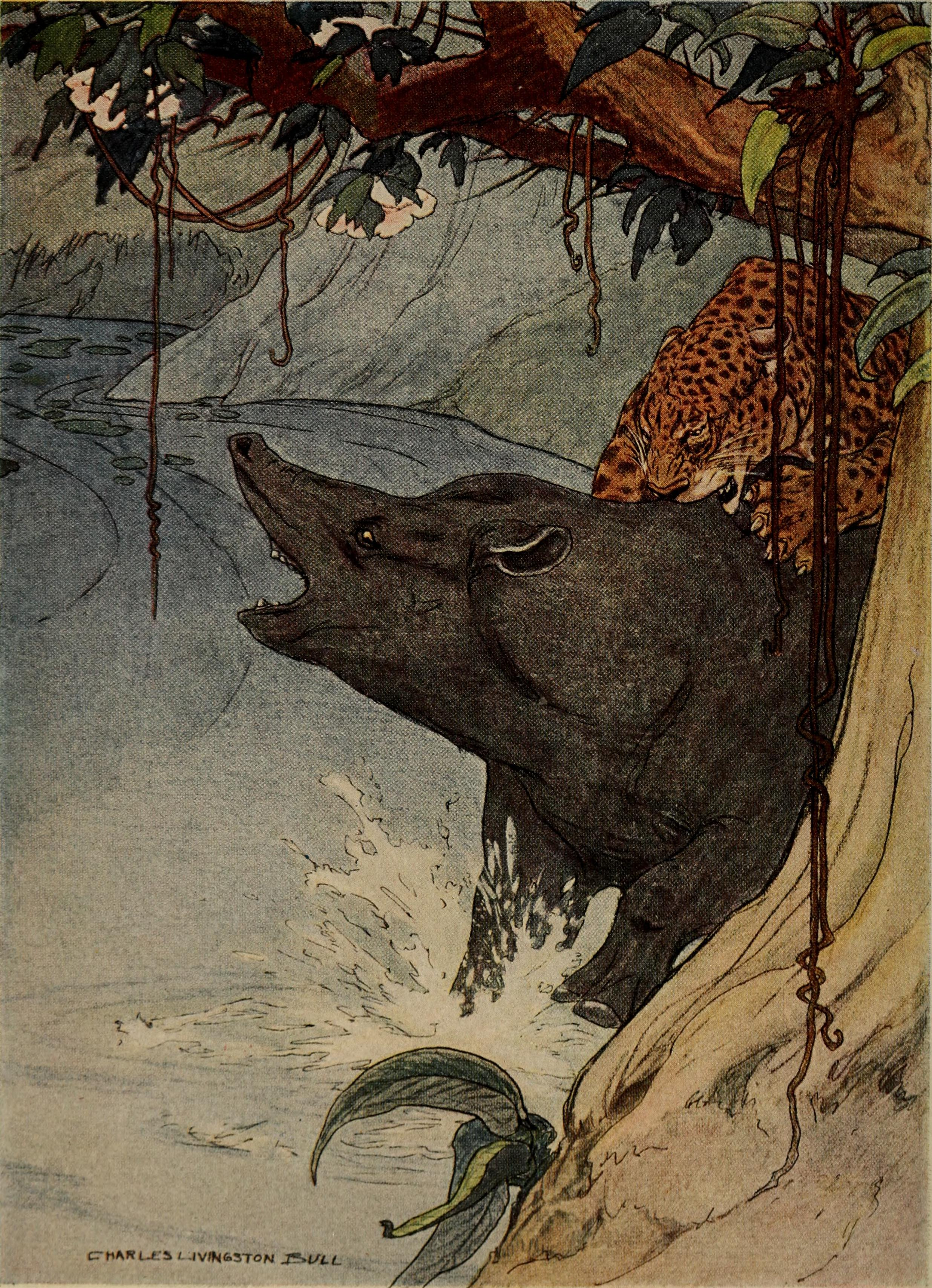
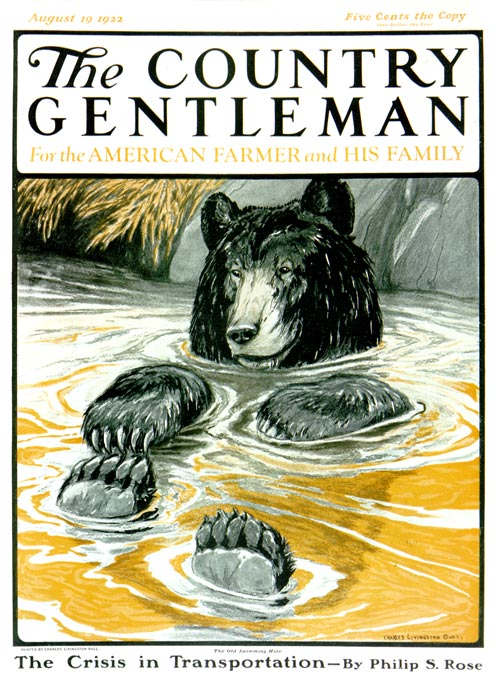
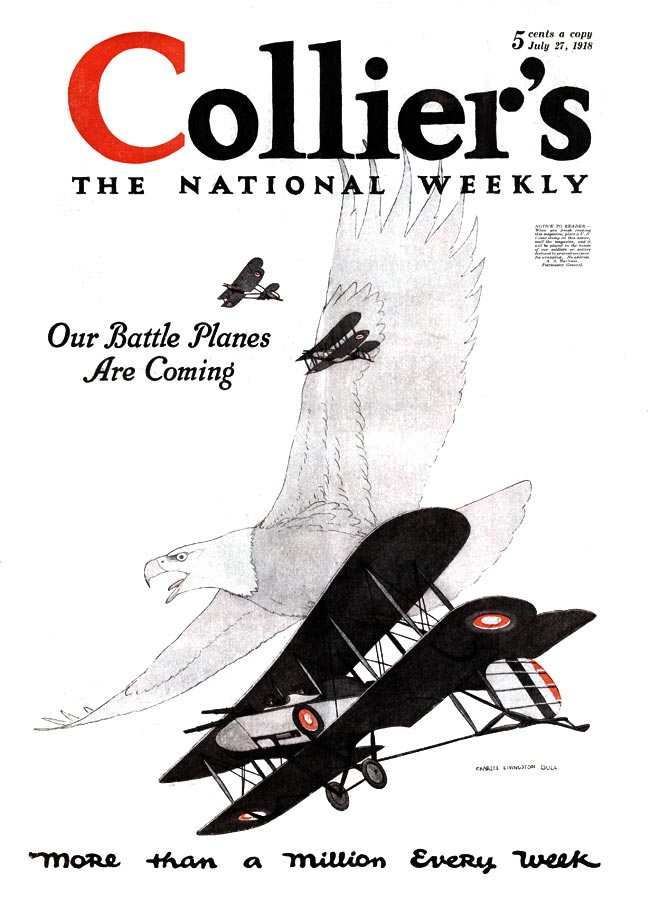